# Liste der Naturdenkmale in Großmaischeid
Die Liste der Naturdenkmale in Großmaischeid nennt die im Gemeindegebiet von Großmaischeid ausgewiesenen Naturdenkmale (Stand 9. Oktober 2013).

## Naturdenkmale
| Nr.         | Bezeichnung                 | Lage                                                 | Beschreibung                                     | Bild            |
| ----------- | --------------------------- | ---------------------------------------------------- | ------------------------------------------------ | --------------- |
| ND-7138-392 | Winterlinden                | nördlich des Ortes; Flur Vor der Muhl Lage           | Tilia cordata, zwei Bäume                        | Fotos hochladen |
| ND-7138-393 | Baumgruppe am Saynecker Weg | südwestlich des Ortes; Flur Hinter dem Dämmchen Lage | Acer pseudoplatanus und Quercus sp., je ein Baum | Fotos hochladen |